# Marte 7
Marte 7 (em russo Марс-7) também conhecida como M-73C No.51 ou ainda 3MS No.51S foi uma sonda espacial soviética lançada com a intenção de explorar Marte. Lançada em 1973 Ela fazia parte de um conjunto de quatro espaçonaves do tipo M-73.

## A espaçonave
A espaçonave Marte 6 carregava um enorme conjunto de instrumentos para estudar Marte, o módulo aterrissador era equipado com: um termômetro e um barômetro para determinar as condições da superfície, um acelerômetro, e um rádio altímetro para controlar a descida, e instrumentos para analisar a superfície, incluindo um espectrômetro de massa. O módulo de aproximação, carregava também: um magnetômetro, equipamento para captura de plasma, detectores de raios cósmicos e micrometeoritos, e um instrumento para estudar os fluxos de prótons e elétrons do Sol.
Construída pelo NPO Lavochkin, a Marte 6 foi a segunda de duas espaçonaves idênticas do tipo M-73MP, lançadas para Marte em 1973, sendo precedida pela Marte 6. Dois veículos orbitais foram lançados anteriormente durante a "janela" do ano de 1973, o Marte 4 e o Marte 5, na expectativa de que fosse criado um sistema repetidor de sinais para os dois veículos aterrissadores que viriam a seguir, o Marte 6 e o Marte 7. No entanto, o Marte 4 falhou sem conseguir entrar em órbita e o Marte 5 falhou depois de poucos dias em órbita perdendo comunicação.

## A missão
A Marte 6 foi lançada por um foguete Proton-K, tendo como estágio superior um bloco D a partir da plataforma 81/24 do Cosmódromo de Baikonur. O lançamento ocorreu as 17:00:17 UTC do dia 9 de Agosto de 1973, com os primeiros três estágios colocando a espaçonave e o quarto estágio numa órbita de espera baixa antes que o quarto estágio (Bloco-D) fosse acionado para colocar a espaçonave em órbita heliocêntrica na direção de Marte.[carece de fontes?]
A espaçonave realizou uma manobra de correção de curso em 16 de Agosto de 1973. O aterrissador da Marte 6 se separou do módulo de aproximação em 9 de Março de 1974. Inicialmente, ele falhou em se separar, mas eventualmente se separou. No entanto, devido a uma falha nos retrofoguetes, o módulo aterrissador não conseguiu chegar à atmosfera de Marte, e em vez de pousar, passou direto seguindo a trajetória do módulo de aproximação com uma aproximação máxima de 1.300 km. A culpa da falha foi atribuída a problemas nos circuitos da espaçonave de forma semelhante ao ocorrido com o Marte 4.